# شکارچی-گردآورنده غربی

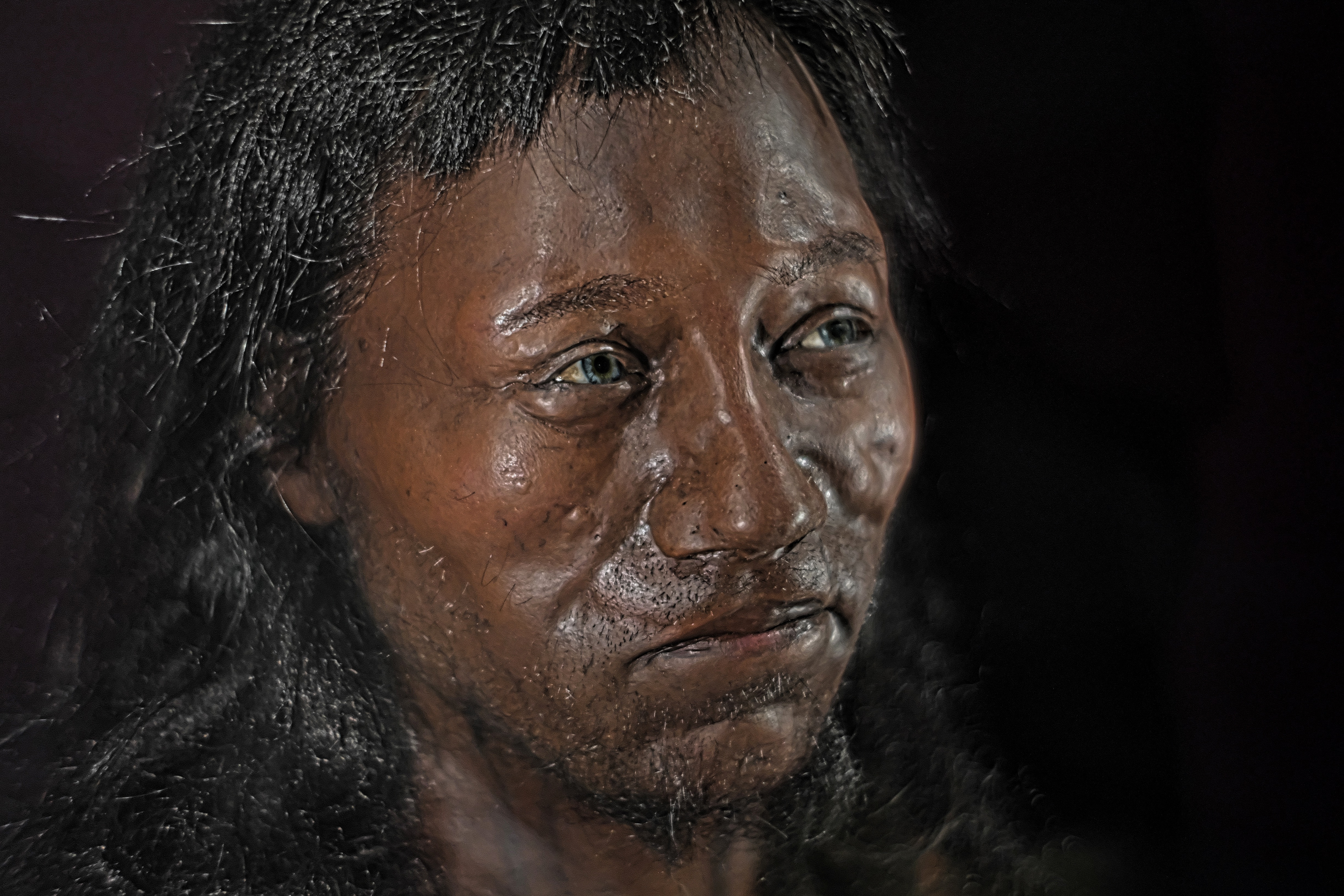
مرد چدار، موزه تاریخ ملی، لندن

شکارچی گردآورنده غربی (به انگلیسی:western hunter-gatherer) که به‌طور خلاصه WHG نامیده می‌شود اشاره به شکارچی-گردآورنده‌های ساکن اروپا دارد. همه مردم اروپا کم و بیش آمیزه ژنتیکی WHG دارند که در اطراف دریای بالتیک به اوج می‌رسد.

## مطالعات ژنتیکی
شکارچی-گردآورنده‌های غربی چشمان روشن و و پوست و موی تیره داشتند چشمان روشن از آمیزه WHG به نیاهندواروپایی‌ها به ارث رسیده‌است. قدیمی‌ترین نمونه چشم روشن مربوط به یک شکارچی گردآورنده غربی از بریتانیا در حدود ۱۰۰۰۰ سال پیش است که به نظر می‌رسد چشمان سبز داشته‌است.